# وفاة فاضل المتروك
فاضل سلمان علي سلمان المتروك (8 نوفمبر 1979 - 15 فبراير 2011) بحريني توفي في المستشفى يوم 15 فبراير 2011 بعد إصابته في الظهر والصدر بطلقات نارية من بندقية أطلقت من مسافة قصيرة من قبل قوات الأمن البحرينية خلال الاحتجاجات. أعلن الملك حمد بن عيسى بن سلمان آل خليفة في خطاب تلفزيوني نادر عن إجراء تحقيق في وفاة علي عبد الهادي مشيمع وفاضل المتروك. لم يتم الكشف عن نتائج التحقيق.

## الخلفية
كجزء من سلسلة من الاحتجاجات التي وقعت في مختلف أنحاء العالم العربي في أعقاب التضحية بالنفس والموت في نهاية المطاف من محمد البوعزيزي في تونس نزل البحرينيون الشيعة إلى الشوارع مطالبين بحريات أكبر. ذكرت قناة الجزيرة أن الاحتجاج كان مُخططًا له في 14 فبراير منذ بضعة أشهر فقط بعد الانتخابات عام 2010 المثيرة للجدل.
في 14 فبراير المشار إليها من قبل المتظاهرين بيوم الغضب تم الإبلاغ عن اشتباكات في مختلف مناطق البحرين. حلقت طائرات هليكوبتر فوق المنامة حيث كان من المتوقع أن يتجمع في فترة ما بعد الظهر المحتجين. كان هناك أيضا وجود أكبر للشرطة في القرى الشيعية. أصيب أربعة عشر شخصا على الاقل بجروح في اشتباكات وأطلقت الشرطة الرصاص المطاطي والغاز المسيل للدموع على محتجين في قرية النويدرات جنوب غرب البحرين. طالب المتظاهرين بالإفراج عن المعتقلين الذين ألقي القبض عليهم خلال احتجاجات سابقة.

## سيرة قصيرة
توفي والد المتروك عندما كان يبلغ من العمر 8 سنوات. المتروك متزوج ولديه طفلان وهما حسين 5 سنوات ورقية سنتان. كان عاطلا عن العمل واعتقل مرة واحدة سابقا حسب إفادة شقيقه. عاش المتروك في منزل والده. طلب الوحدة السكنية في وزارة الإسكان يعود إلى ما قبل سبع سنوات من وفاته.

## الوفاة

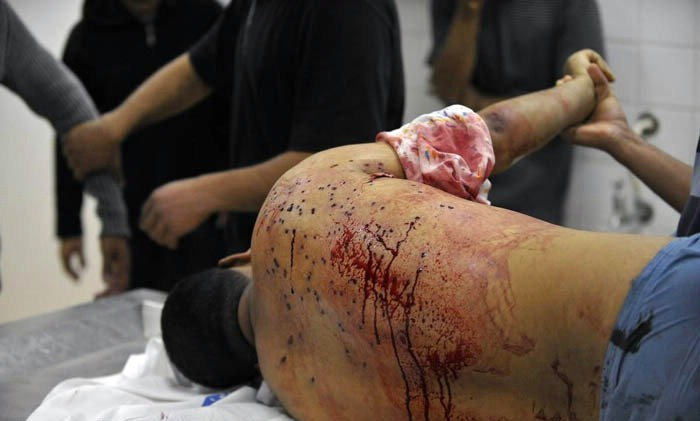
أطلقت الشرطة الرصاص من مسافة قريبة في ظهر المتروك.

في 15 فبراير حصر موكب جنازة علي عبد الهادي مشيمع الذي توفي في اليوم السابق. المسيرة كانت مرخصة من قبل وزارة الداخلية. قرر منظمو المسيرة أن ينقلوا الجثمان من مجمع السلمانية الطبي إلى المقبرة في الديه لدفنه. وفقًا لشهود عيان، فقد تجمع أكثر من ألفين شخص في المستشفى للمشاركة في المسيرة عندما استخدمت شرطة مكافحة الشغب الغاز المسيل للدموع والبنادق لتفريق الحشد. توفي رجل واحد وهو فاضل المتروك في المستشفى بعدما أطلق عليه النار من قبل بندقية. قال شقيق المتروك الذي كان على مقربة منه لصحيفة الوسط الشيعية المعارضة أن شقيقه قتل بالرصاص من مسافة قصيرة جدا تصل إلى ما بين مترين إلى 5 أمتار وهو ما تسبب في نزيف داخلي وثقب رئتيه. وفقا لشهود عيان فقد أصيب 25 شخصا على الأقل نتيجة الرصاص المطاطي والغاز المسيل للدموع والطلقات النارية من قبل الشرطة.
أحد شهود العيان الذي أصيب ويدعى شاكر محمد عبد الحسين قال لصحيفة الوسط أن سيارات الشرطة كانت متوقفة قرب بوابات مجمع السلمانية الطبي حيث كان من المفترض خروج الجنازة منها. لمنع وقوع اشتباكات بين المشيعين وشرطة مكافحة الشغب شكل المشيعين سلسلة بشرية وكان شاكر يقف بجوار المتروك. كان هناك شخصان يتحدثان إلى شرطة مكافحة الشغب لإعلامهم بأن الشباب لن يقوموا بأي عمل خارج القانون. جاء رجل يرتدي الأسود الكامل من خارج الجنازة وألقى الحجارة على شرطة مكافحة الشغب التي بدأت بعد ذلك باطلاق الرصاص المطاطي بشكل عشوائي. بينما كان شاكر والمتروك يحاولان مساعدة الرجل الذي أصيب بطلقات مطاطية في ساقه كانت رصاصة اخترقت ظهر المتروك. أصيب شاكر في صدره وأجزاء أخرى في جسمه بينما أصيب المتروك في ظهره وتوفي في المستشفى.
قالت وزارة الداخلية في بيان انه خلال جنازة علي مشيمع اشتبك بعض المشيعين مع أربع دوريات شرطة التي كانت متوقفة في وقت بدء الجنازة. وأوضحوا أن الاشتباكات كانت بسبب دورية واحدة لم تكن تعمل وذهبت ثلاث دوريات لإخلائها. خلال الاشتباك أصيب رجل واحد اسمه فاضل المتروك وتوفي لاحقا في المستشفى.

## الجنازة
في 16 فبراير خرج آلاف البحرينيين للمشاركة في تشييع جثمان المتروك في حين كان آخرين معسكرين في دوار اللؤلؤة لليوم الثاني على التوالي. بدأت الجنازة من مجمع السلمانية الطبي وانتهت في مقبرة الماحوز. تمت تغطية نعش المتروك بعلم البحرين. بدأت الجنازة في الساعة الثامنة والنصف صباحا وحمل المشيعين صور المتروك وأعلام البحرين والأعلام السوداء التي تمثل الحزن. ردد المتظاهرون شعارات لا إله إلا الله الشهيد حبيب الله وإخوان سنة وشيعة هذا الوطن ما نبيعه.
كان موكب الجنازة النهائي للمتروك في 18 فبراير في مقبرة الماحوز. حمل المشيعون أعلام البحرين وكذلك الأعلام السوداء. ردد المتظاهرون شعارات بروح بالدم نفيدك يا شهيد وبروح بالدم نفيدك يا البحرين. قام أحد المشيعين بوضع الزهور على قبره. ألقى محمد المنسي خطبة في نهاية الموكب الجنائزي.

## ردود الفعل المحلية والدولية

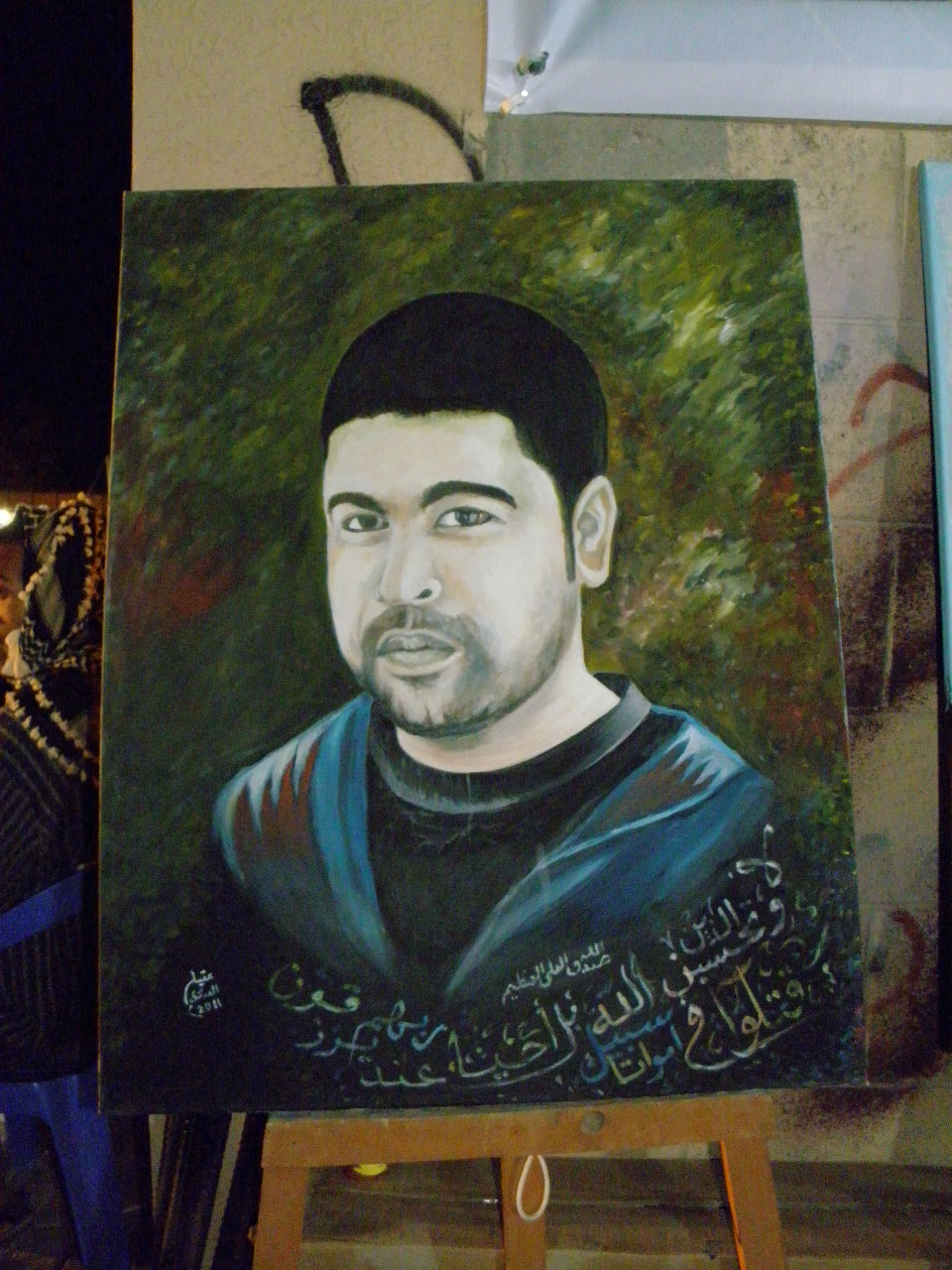
صورة للذكرى لفاضل متروك.

- في خطاب نادر في تلفزيون البحرين يوم الثلاثاء 15 فبراير أعرب الملك حمد عن أسفه عن وقوع ضحايا في الأحداث الأخيرة وأعلن عن تشكيل لجنة التحقيق. "لقد كانت هناك للأسف وفاة شخصين وأنا أعبر عن عميق تعازي لأسرهم" وقال أنه أعرب عن أسفه حول مقتل علي مشيمع وفاضل المتروك. "يجب أن يعرف الجميع أن نائب رئيس الوزراء جواد العريض سيترأس لجنة خاصة لمعرفة الأسباب التي أدت إلى تلك الأحداث المؤسفة".[2]
- أشاد رئيس الوزراء خليفة بن سلمان بن حمد آل خليفة بخطاب الملك. وأضاف "إننا نأسف للأحداث التي أدت إلى وفاة اثنين من أبنائنا والتعازي الصريحة إلى أسرهم".[14]
- قال وزير الداخلية راشد بن عبد الله آل خليفة في خطاب متلفز يوم 15 فبراير أنهم متحفظون على المسؤولين عن وفاة علي عبد الهادي مشيمع وفاضل المتروك وبدئوا التحقيقات الأولية فضلا عن التعاون الكامل مع اللجنة المشكلة من قبل ملك البحرين.[15]
- جمعية الوفاق الوطني الإسلامية الشيعية أكبر جمعية سياسية معارضة في البلاد علقت مشاركتها في مجلس النواب وقدم أعضائها التسعة عشر استقالاتهم احتجاجا على الممارسات الوحشية لقوات الأمن وفقا لمطر مطر.
- كتلة المستقلون ثاني أكبر كتلة في مجلس النواب أشادوا بخطاب الملك ودعموا قراره بتشكيل لجنة تحقيق كما أعربوا عن تعازيهم لأسر الضحايا.[16]
- دعت جمعية التجمع القومي الديمقراطي إلى إجراء حوار مفتوح بين النظام وأسس المجتمع المدني وأكدوا رفضهم وإدانة الأساليب الوحشية والقمعية التي يتم التعامل بها مع الاحتجاجات من قبل شرطة مكافحة الشغب التي أدت إلى وفاة شهيدين كما أعربوا عن تعازيهم لأسر الشهداء والضحايا.[8]
- استنكرت جمعية المنبر الديمقراطي التقدمي استخدام القوة المفرطة من قبل قوات الأمن ودعت إلى احترام حقوق الناس في الاحتجاج وأعربت عن تعازيها لأسر الشهداء علي مشيمع وفاضل المتروك الذين انضموا إلى قافلة شهداء الديمقراطية. دعت الجمعية إلى تشكيل هيئة وطنية موحدة ما بين الشيعة والسنة مثل هيئة الاتحاد الوطني في عقد 1950.[8]
- جمعية العمل الإسلامي الشيعية الصغيرة نسبيا أعربت عن تعازيها لمواطني البحرين وأسر الضحايا وقالوا "في نفس الوقت الذي نؤكد رفضنا إلى الاستخدام المفرط للقوة ضد المتظاهرين فإننا نؤكد على أهمية الحفاظ على الهدوء أثناء الاحتجاجات". و"نناشد اللجنة التي شكلها ملك البحرين بإجراء تحقيق محايد ونزيه سرعة نشر النتائج وكذلك معاقبة المسؤولين".[8]
- قال فيليب كراولي المتحدث باسم وزارة الخارجية الأمريكية: "إن الولايات المتحدة قلقة جدا من العنف الأخير الذي يحيط بالاحتجاجات في البحرين". وأضاف أن الولايات المتحدة رحبت بالتحقيق في عمليات القتل وحثت حكومة البحرين إلى "سرعة الالتزام بتعهدها".[17]
- دعت منظمة العفو الدولية السلطات "للوقف الفور لاستخدام القوة المفرطة ضد المتظاهرين" "إجراء تحقيق فوري وشامل ومستقل في وفاة علي عبد الهادي مشيمع" وفاضل علي المتروك وتقديم المسئول للعدالة". و"احترام وحماية حق التعبير وحرية التنقل والتجمع في البحرين".[10]